# James Stewart of Lorne
Sir James Stewart of Lorne (* um 1395; † um 1448) war ein schottischer Adliger aus der Familie Stewart, genannt „der Schwarze Ritter von Lorne“ (the Black Knight of Lorne).
James war ein Sohn des Sir John Stewart of Innermeath und dessen Gemahlin Isabel de Ergadia. Sein Vater hatte die feudale Baronie Lorn von dessen Bruder erworben und war schottischer Botschafter in England. Beim Tod seines Vaters, 1421, beerbte ihn dessen älterer Bruder Robert, der 1439 mit dem erblichen Titel 1. Lord Lorne zum Lord of Parliament erhoben wurde.
James Stewart war ein treuer Kampfgefährte des Schwarzen Douglas und versuchte mit diesem den Sturz des schottischen Regenten Sir Alexander Livingston of Callendar. Dieser regierte für den minderjährigen Jakob II., dessen Mutter Joan Beaufort er auf Stirling Castle gefangenhielt. Dieses Schicksal teilte bald auch James, infolge seines vergeblichen Umsturzversuchs.
Nach seiner Befreiung heiratete er schließlich die schottische Exkönigin (Queen-Dowager) Joan Beaufort, 1439 mit päpstlichen Dispens. Mit ihr hatte er drei Kinder:
- John Stewart (1440–1512), 1. Earl of Atholl 1457
- James Stewart (1445–1499), 1. Earl of Buchan 1469
- Andrew Stewart (1443–1501), Bischof von Moray 1483

James Stewart wurde während einer Schiffsreise nach England von flämischen Seeräubern getötet.